# 短頭海馬
短頭海馬為輻鰭魚綱棘背魚目海龍魚科的其中一種，分布於澳洲西南部海域，棲息深度可達15公尺，體長可達15公分，棲息在沙石底質海草生長的海域，屬肉食性，以小型甲殼類為食，卵胎生。